# 邓良 (三国)
邓良（？～265年後），义阳郡新野人，三国时期蜀汉后期及西晋时期官员，东汉司徒邓禹的后代，蜀汉后期大将邓芝的儿子。

## 生平
邓良父亲邓芝于东汉末年入蜀，官至蜀汉车骑将军、阳武亭侯。延熙十四年(251年)，邓芝去世，邓良袭爵，景耀年间官至尚书左选郎。炎兴元年（263年）冬，曹魏征西将军邓艾在绵竹大败蜀汉卫将军诸葛瞻的军队，诸葛瞻与其长子诸葛尚、尚书张遵、尚书郎黄崇、羽林右部督李球阵亡。蜀汉后主刘禅私派驸马都尉邓良和侍中张绍、光禄大夫谯周携带印绶，前往邓艾军中请降。邓良等人与邓艾在雒县相遇，邓艾得到请降书信后非常喜悦，立即遣书信回报曹魏朝廷，让邓良等人先回成都。蜀汉投降，邓良出仕西晋，泰始年間官至广汉太守。